# Francisco Cea Bermúdez

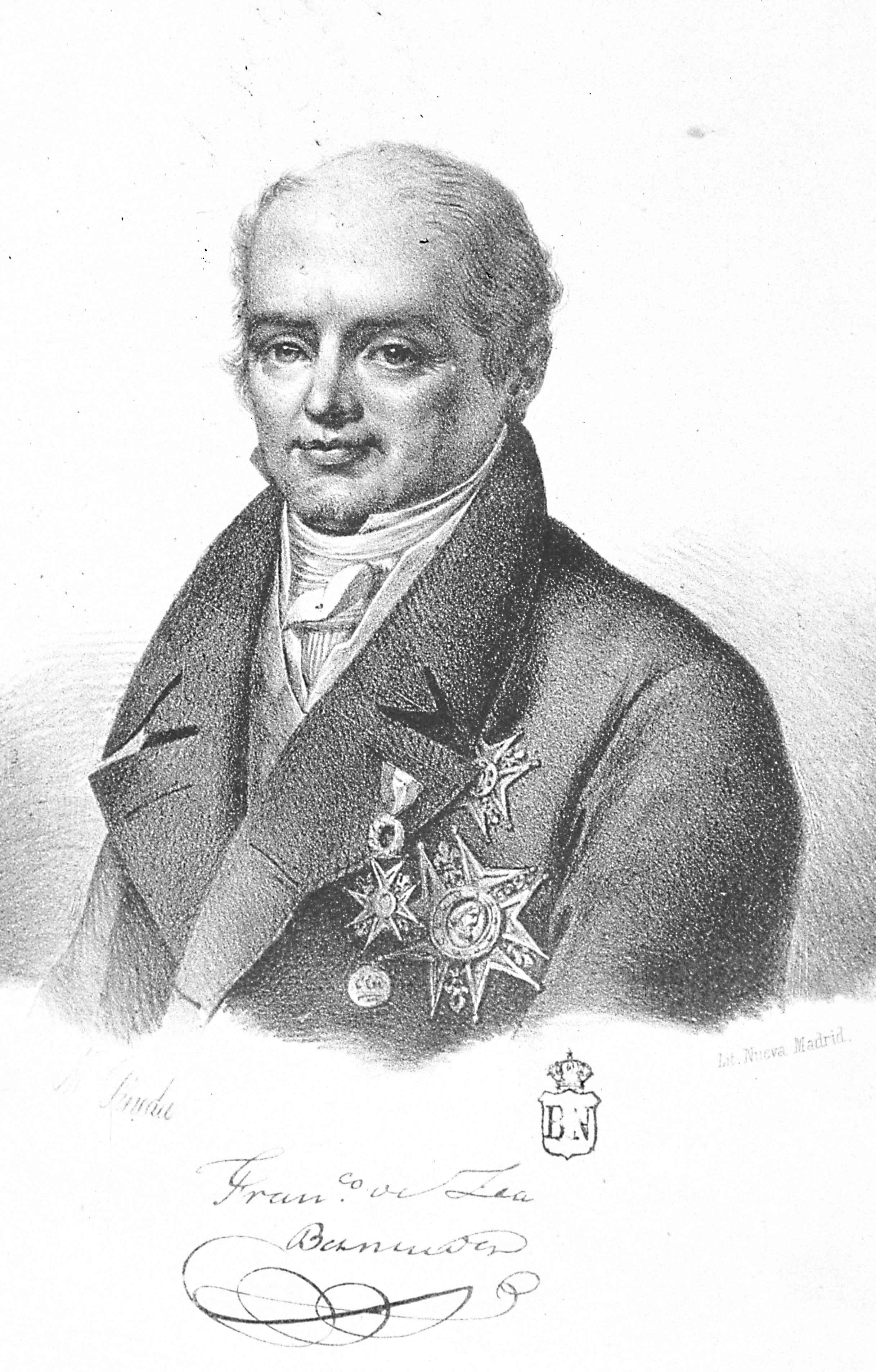
Francisco Cea Bermúdez.

Francisco de Paula de Cea Bermúdez y Buzo, greve av Colombi, född den 28 oktober 1779 i Malaga, död den 6 juli 1850 i Paris, var en spansk diplomat och politiker.
Cea Bermúdez var 1812–20 chargé d'affaires, generalkonsul och slutligen ambassadör i Sankt Petersburg, 1820–23 ambassadör i Konstantinopel samt 1824–25 utrikesminister och regeringschef. Han var trots sin konservativa åskådning den reaktionära kamarillan en nagel i ögat och störtades av denna. Han blev sedermera sändebud i Dresden (1826) och London (1828) samt konseljpresident 1832, men måste i januari 1834 vika för Martínez de la Rosa. Han blev 1845 senator.